# Crybaby (chanson)
Pour les articles homonymes, voir Cry baby.
Singles de Mariah Carey et Snoop Dogg
Thank God I Found You
(2000) Against All Odds (Take a Look at Me Now)
(2000)
Crybaby est une chanson de l'artiste américaine Mariah Carey. Elle sort en single le 20 juillet 2000 sous le label Columbia Records en double face A avec Can't Take That Away (Mariah's Theme). Elle est écrite par Carey et Snoop Dogg puis produite par la chanteuse et Damizza pour son septième album studio, Rainbow. Snoop Dogg chante tout au long du pont et la chanson est construite autour de l'échantillonnage de Piece of My Love, une chanson de Guy écrite par Teddy Riley, Aaron Hall, Timmy Gatling et Gene Griffin. Tout au long de la chanson, Carey parle des troubles d'insomnie et de ses pensées sur une ancienne relation la nuit, elle devient hors de contrôle et déclare : « Je veux dormir ».
La chanson est au centre d'une polémique entre Carey et son label Columbia Records et son label Sony Music Entertainment à cause de sa faible promotion. La chanson et Can't Take That Away (Mariah's Theme) ne peuvent pas entrer dans le Billboard Hot 100 à cause des règles du magazine à cette époque. Cependant, elle est capable d'atteindre la 28e place, le premier single de Carey à ne pas atteindre le top 20. Le clip montre Carey passant la nuit dans son appartement, buvant du vin et mangeant des céréales tout en essayant de dormir. Snoop Dogg fait une apparition à la télévision. Carey interprète la chanson durant le Rainbow World Tour en 2000.

## Genèse et structure musicale
Carey enregistre Crybaby durant l'été 1999 à Capri en Italie. La chanson se situe dans la tonalité de Fa majeur et présente une guitare et un piano. La gamme vocale de Carey se situe entre Mi3 à Fa5. Crybaby présente un passage de rap de Snoop Dogg et utilise beaucoup de chœurs. Les paroles parlent d'une personne atteinte d'insomnies à cause de son ex petit ami à qui elle repense chaque nuit et cela l'empêche de dormir. Selon Carey, la chanson a un message plus personnel, et se rapporte à la difficulté de se reposer avec un emploi du temps très chargé. Elle déclare qu'en ayant écrit et produit sa musique, en plus des apparitions médiatiques, il est devenu difficile pour elle de dormir. À un moment, elle chante : « Je veux dormir » avant de terminer la chanson.

## Polémique
Comme pour Butterfly deux ans auparavant, Rainbow devient le centre d'une polémique entre Carey et son label. Après le divorce de Carey avec le directeur de Sony et de Columbia Tommy Mottola, la relation entre Carey et son label se détériore. Après les deux premiers singles, Carey en veut un troisième. Elle propose que ce soit Can't Take That Away (Mariah's Theme) à cause de ses paroles. Cependant, Sony estime que l'album a vraiment besoin d'un single plus urbain et plus rythmique pour attirer les audiences. Cela débouche sur une dispute publique entre eux quand Carey commence à poster des messages sur son site internet mi-2000, informant ses fans sur le scandale et leur demande de réclamer Can't Take That Away (Mariah's Theme) sur les radios. L'un des messages que Carey a laissé est :

« Normalement, beaucoup d'entre vous savent que ma situation dans ma carrière professionnelle n'est pas positive. C'est vraiment, vraiment dur. Je ne sais même pas si ce message vous est destiné car je ne sais pas si vous voulez entendre cela. J'ai reçu beaucoup de réponses négatives par certaines personnes. Mais je ne suis pas prête d'abandonner. »

Les actions de Carey sont critiquées, certains soutiennent son acharnement envers une chanson qui a besoin d'être écoutée tandis que d'autres critiquent le fait qu'elle ait rendue le scandale public. Peu après, Sony change d'avis et décide, après avoir vu les messages de Carey, de trouver un accord avec elle. Craignant de perdre leur meilleure artiste et la meilleure artiste de la décennie, Sony décide sortir la chanson en double face A avec Crybaby. Carey est d'abord contente d'avoir obtenu gain de cause mais découvre que la chanson n'obtient pas une énorme promotion, n'entrant pas dans le classement américain ni dans les autres hit-parades.

## Accueil

### Critique
Crybaby reçoit généralement de bonnes critiques. Danyel Smith d'Entertainment Weekly trouve la chanson « sexy » et écrit : « Les mots du rappeur tombent comme des dés à côté de sa voix de velours ». Arion Berger de Rolling Stone complimente Crybaby et spécialement le couplet de Snoop Dogg et la voix de Carey. Berger les couplets de rap « convenablement négligents ». Robert Christgau de The Village Voice commente que la chanson « n'est pas une vraie infection R'n'B » mais écrit : « c'est bien de simuler cela ». Tout en critiquant Rainbow, Dara Cook de MTV écrit que « Mariah stupéfait » dans la chanson et trouve que la collaboration « met en valeur Snoop Dogg ». Cook écrit : « Peut-être est-elle tirée de la rage de Derek Jeter, une Mariah frénétique qui s'aggrave elle-même dans une nervosité soul et improvisée ».

### Commercial
Crybaby est le troisième single de Rainbow et sort en double face A avec Can't Take That Away (Mariah's Theme). Cette dernière est envoyée aux radios du top 40 et Crybaby aux radios urbaines. Normalement, la première devait arriver dans le Hot 100 et la seconde dans les hit-parades R'n'B. Les chansons ont une promotion très faible et les règles du magazine stipulent que la chanson qui reçoit le plus de radiodiffusions (ici Crybaby) peut entrer dans le classement principal. Les double face A sont ensemble dans le classement jusqu'en 1998 où le Hot 100 passe d'un classement de singles à un classement de chansons. Par conséquent, chaque chanson apparait individuellement. Crybaby n'apparaît pas dans le classement des diffusions radiophoniques. Elle débute à la 28e place du Hot 100 seulement après sa sortie mais sa faible promotion l'empêche de grimper dans le hit-parade. Elle reste dans le top 40 pendant deux semaines et dans le classement pendant sept semaines, devenant le premier single de Carey à ne pas atteindre le top 20.

## Clip vidéo
Le clip est réalisé par Sanaa Hamri qui a réalisé le clip de Can't Take That Away (Mariah's Theme). Les deux vidéos sont filmées l'une après l'autre et sont diffusées simultanément sur les chaînes et les programmes musicaux. La vidéo commence avec Carey allongée sur son lit qui reçoit un message de Snoop Dogg : « Yo what's happening? What you crying for? Now you know you look 2 damn good 2 be crying... Come here... Holla at a playa DPG style... Ya know » auquel Carey répond : « I can't sleep ». Alors que la vidéo continue, 5 heures approchent et Carey ne dort toujours pas. Elle reste allongée et pense à son ex petit ami jusqu'à ce qu'elle prenne un bain. Ensuite, elle va vers la cuisine, et commence à boire du lait avec des céréales, les balançant sur la table de rage. Lorsque la scène se termine, on peut voir Snoop Dogg dans la télévision et chante son couplet à Carey. Lors du dernier refrain, Carey prend une coupe de champagne près d'une grande fenêtre et marche dans son salon. La vidéo se termine avec Carey qui se couche et essaie encore une fois de dormir.

## Interprétations scéniques
Carey interprète Crybaby durant le Rainbow World Tour. Pour les prestations, lascène présente un lit avec des oreillers ainsi qu'un petit bureau. Carey, habillée en pyjama, chante et refait les scènes de la vidéo. Durant son interprétation au Madison Square Garden le 11 avril 2000, elle donne des ours en peluche à son public et continue la chanson en s'allongeant sur le lit. Après le pont, le couplet pré-enregistré de Snoop Dogg est diffusé.

## Versions
CD single É.U.
1. Crybaby (Radio Edit) – 4:31
2. Crybaby (Album Version) – 5:19

## Crédits
Crédits issus de l'album Rainbow.
| - Mariah Carey – écriture, coproductrice, chant - Snoop Dogg – écriture, chant - Damizza – coproducteur - Teddy Riley – écriture - Aaron Hall – écriture - Timmy Gatling – écriture - Gene Griffin – écriture | - Nicki Richards – chœurs - Ronnie King – Moog - Michael Scheshingen – mixage - Ashburn Bernie Miller – ingénieur - Brian Nolen – éditeur MIDI - Jeff Burns – assistant ingénieur - Pete Karem – assistant ingénieur - Bob Ludwig – mastering |

## Classements
| Pays                                       | Position |
| ------------------------------------------ | -------- |
| États-Unis Billboard Hot 100               | 28       |
| États-Unis Billboard Hot R&B/Hip-Hop Songs | 23       |

## Compléments